# Aulnay-sur-Marne
Aulnay-sur-Marne es una comuna francesa situada en el departamento de Marne, en la región de Gran Este.

## Demografía
| 195 | 183 | 182 | 197 | 230 | 214 | 273 |
| Para los censos de 1962 a 1999 la población legal corresponde a la población sin duplicidades (Fuente: INSEE [Consultar]) |     |     |     |     |     |     |